# Franz Kleinpeter
Franz Kleinpeter (* 21. Oktober 1787 in Rosendorf; † 1. Oktober 1870 in Brünn) war ein deutscher Unternehmer und Politiker.

## Leben
Kleinpeter war der Sohn des Häuslers Franz Kleinpeter und dessen Ehefrau Maria Franziska geborene Dinnebier. Er war katholischer Konfession und heiratete 1812 in Sloup Anna Maria geborene Wessely (* 1791). Er besuchte ein Internat in Dresden und war von 1802 bis 1803 Forstpraktikant in Böhmisch-Kamnitz, seit 1803 Kanzleischreiber in Kopitz; dann Amtsjäger und seit 1811 Oberförster der mährischen Herrschaft des Fürsten Dietrichstein und bei der Salmschen Forstverwaltung in Raitz.
Zeitweilig war er auch Hüttenschreiber in einem Eisenwerk in Dobrawitz. Von 1827 bis 1828 war er Hammerverwalter und von 1828 bis 1865 fürsterzbischöflicher Werksdirektor der Eisenwerke in Friedland (ab 1836 mit dem Titel fürsterzbischöflicher Bergrat). Von 1828 bis 1830 war er auch Mitgründer und von 1830 bis 1831 Generaldirektor des Puddelwerkes in Witkowitz bei Mährisch-Ostrau. Zwischen 1856 und 1859 war er auch Mitglied des Kreisgerichts und Beisitzer des Berggerichts in Olmütz. 1865 trat er in den Ruhestand.
Vom 24. Mai 1848 bis zum 15. Juli 1848 vertrat er den Wahlkreis Mähren (Prerau, Neutitschein) in der Frankfurter Nationalversammlung. Im Parlament blieb er fraktionslos.